# Malqata

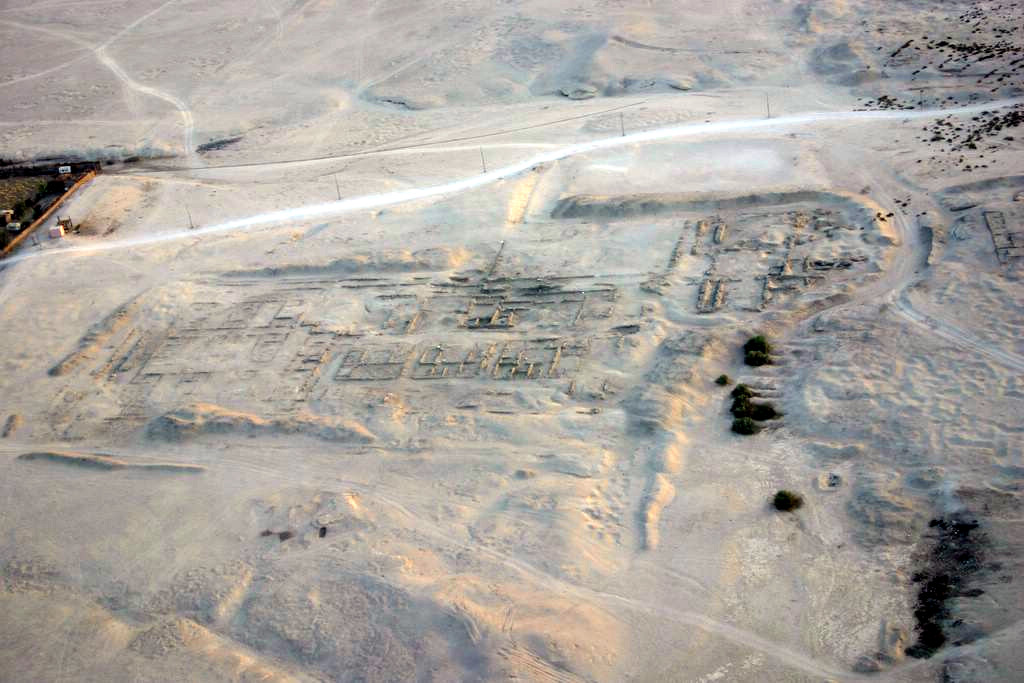
Palatsets ruiner.

Malqata, alternativ stavning Malkata, är en plats på Nilens västra flodbank nära staden Luxor i Egypten. I området finns ruinerna av ett forntida egyptiskt kungapalats från farao Amenhotep III:s tid under 1300-talet f.Kr.

## Palatsets historia
Palatset påbörjades av farao Amenhotep III under 1300-talet f.Kr. i det forntida Egyptens huvudstad Thebe. Anläggningen uppfördes på Nilens västra flodbank mittemot staden och nära platsen där även kungens gravtempel (Memnons stoder) byggdes. Palatset gavs namnet Per-Hai, "fröjdens hus". Det var även säte för landets administration tills Amenhotep III:s son Akhenaton flyttade huvudstad till El-Amarna. Numera återstår endast grunden till palatsanläggningen och få spår finns kvar av hamnen och kanalen.

## Plan
Palatset innehöll ett stort antal mottagningsrum, gårdar och villor och våningar tillhörande kungafamiljen. Kungens våning bestod av en svit med sovrum, badrum och ett privat mottagningsrum. Drottningens våning låg snett emot kungens, bredvid andra villor inom anläggningen vilka troligen användes av släktingar och höga ämbetsmän. Kök, förråd och tjänsterum för palatsets tjänare låg i närheten. Palatset omgavs av en stor trädgård. Anläggningen förbands med Nilen genom en kanal som ledde fram till palatsets hamn vilken låg vid en konstgjord sjö. Utanför huvudbyggnaderna norr om palatset uppfördes ett tempel till guden Amon, och i öknen väster om palatset har arkeologer funnit fristående altare vars syfte är okänt. Ett annat tempel tillägnat gudinnan Isis låg söder om palatset, men tillhör den senare grekisk-romerska tiden.

## Dekorationer
De arkeologiska utgrävningarna av platsen har gett en inblick i palatsets dekor. Fragment av väggarnas puts, golv och tak visar målade dekorationer av naturen - blommor, vass och djur i träskmarkerna, och geometriska mönster prydda av rosetter. Den kungliga våningens sovrum var dekorerad med målningar av gudinnan Nekhbet. Utsirade träkolumner målade som liljor stödde upp taken. Arkeologerna återfann även konstföremål som avbildade drottning Tiye.

## Arkeologiska utgrävningar
Området undersöktes först av amerikanska arkeologer från Metropolitan Museum of Art på 1910-talet, och sedan av en expedition från University of Pennsylvania på 1970-talet. Japanska arkeologer från Wasedauniversitetet fortsatte sedan utgrävningarna av platsen från 1985 till nutid.